# Kreuzweg (Solingen)
Kreuzweg ist ein Wohnplatz im Solinger Stadtteil Mitte.

## Geographie
Kreuzweg liegt auf einem Höhenrücken südlich des Lochbachtals im Westen des Solinger Stadtbezirks Mitte. Unmittelbar am Ort vorbei verläuft in einem Taleinschnitt die zur Kraftfahrstraße ausgebaute Landesstraße 141n (L 141n/Viehbachtalstraße). Der Ort befindet sich ungefähr im Kreuzungsbereich der Lehner, der Beethoven- und der Kreuzweger Straße. In nördlicher Richtung über Lehn in das Dültgenstal führt die Lehner Straße. Westlich liegen Kleinenberg und Dingshaus. Auf der anderen, östlichen Seite der Viehbachtalstraße liegen der Busbetriebshof der Stadtwerke Solingen sowie das Müllheizkraftwerk Solingen. Südlich von Kreuzweg liegen Mangenberg und Obengönrath.

## Etymologie
Der Ortsname ist von der alten Flurbezeichnung Am Kreuzweg abgeleitet. Dort kreuzten sich die Wege Wald – Dültgenstal – Mangenberg (heute ungefähr Lehner- und Dültgenstaler Straße) und Ohligs (Merscheid) – Mangenberg (Merscheider und Beethovenstraße).

## Geschichte
Die Ansiedlung am Kreuzweg entstand vermutlich in der ersten Hälfte des 19. Jahrhunderts. Der Ort gehörte zur Bürgermeisterei Wald innerhalb des Kreises Solingen. Die Topographische Aufnahme der Rheinlande von 1824 verzeichnet den Ort nicht und die Preußische Uraufnahme von 1844 als Ob: Lehn. In der Topographischen Karte des Regierungsbezirks Düsseldorf von 1871 ist der Ort hingegen nicht verzeichnet. Er erscheint erstmals in der Ausgabe 1893 des Messtischblatts Solingen der amtlichen Topografischen Karte 1 : 25.000 auf Kartenwerken als Kreuzweg beschriftet.
Die Gemeinde- und Gutbezirksstatistik der Rheinprovinz führt den Ort als Lehnerkreuzweg 1871 mit 29 Wohnhäusern und 227 Einwohnern auf. Im Gemeindelexikon für die Provinz Rheinland von 1888 werden für Kreuzweg 46 Wohnhäuser mit 349 Einwohnern angegeben.
Seit 1873 gibt es eine Volksschule Kreuzweg an der Lehner Straße. Sie hatte eine Vorgängerin im Dültgenstal (1845) und noch davor in der Hofschaft Lehn (1702). Über die Anfänge ist wenig bekannt. Heute gehört ein zweites Schulgebäude an der Mittelgönrather Straße dazu. Ende 2024 wurde der Standort Lehner Straße für etwa 2 Jahre geschlossen und der Unterricht vorübergehend in ein Gebäude an der Wittkuller Straße in Wald verlegt. Während dieser Zeit soll die Schule saniert, umgebaut und aufgestockt werden sowie zusätzlich ein neues Nebengebäude auf der anderen Straßenseite erhalten. Dort befindet sich schon die Sporthalle.
Mit der Städtevereinigung zu Groß-Solingen im Jahr 1929 wurde Kreuzweg ein Ortsteil Solingens. Als einer der wenigen verwirklichten Abschnitte der geplanten Autobahn 54 entstand Ende der 1970er Jahre auf dem Teilstück An der Gemarke bis Mangenberg eine vierspurige Kraftfahrstraße durch das Viehbachtal. Dieses Teilstück der als L 141n gewidmeten Viehbachtalstraße wurde am 31. August 1979 dem Verkehr übergeben. Nach zahlreichen Anwohnerbeschwerden über zu viel Lärm wurden im folgenden Jahr einige Maßnahmen für einen verbesserten Lärmschutz eingeleitet. Der Weiterbau der Viehbachtalstraße zwischen Mangenberg und dem Frankfurter Damm an Kreuzweg vorbei erfolgte bis 1981. Einen weiteren Ausbau gab es jedoch nicht; die A 54 wurde nie fertiggestellt.:55